# Fairey III
Die Fairey III war ein britischer Doppeldecker, der ab 1917 von Fairey Aviation produziert wurde. Er wurde als Wasserflugzeug und als flugzeugträgergestütztes Flugzeug eingesetzt und gehörte zu den Flugzeugtypen bei der Royal Air Force und Royal Naval Air Service.

## Geschichte
Der Prototyp der Fairey III mit der Bezeichnung N.10 war ein Wasserflugzeug für den Royal Naval Air Service. Der Erstflug erfolgte am 14. September 1917. Die ersten Ausführungen waren die IIIA sowie die IIIB, von denen 50 bzw. 30 Maschinen gebaut wurden. Im Ersten Weltkrieg wurden die Maschinen allerdings kaum eingesetzt. Mit der IIIC folgte eine Bomberausführung, von der 36 Stück produziert wurden. Eine geringe Anzahl wurde im russischen Bürgerkrieg in Archangelsk 1919 eingesetzt.
Mit der IIID begann ab 1921 die Massenproduktion; insgesamt wurden 227 Maschinen dieses Typs gebaut. Sie wurden nach Portugal und Australien exportiert. Die meisten Fairey IIIC und IIID besaßen wassergekühlte 12-Zylinder-Motoren Napier Lion, es gab jedoch auch Typen mit 375 PS (280 kW) starken Rolls-Royce-Eagle-VII-Motoren. Die Wasserflugzeuge wurden meist per Katapultstart gestartet und landeten später vor dem Trägerschiff, um an Bord gehievt zu werden.
Ein Exemplar der Fairey IIID steht heute in Portugal im Museu da Marinha (Marinemuseum) in Lissabon.

## Versionen
- Fairey N.10
- Fairey IIIA
- Fairey IIIB
- Fairey IIIC
- Fairey IIID
- Weiterentwicklung: Fairey IIIF

## Technische Daten

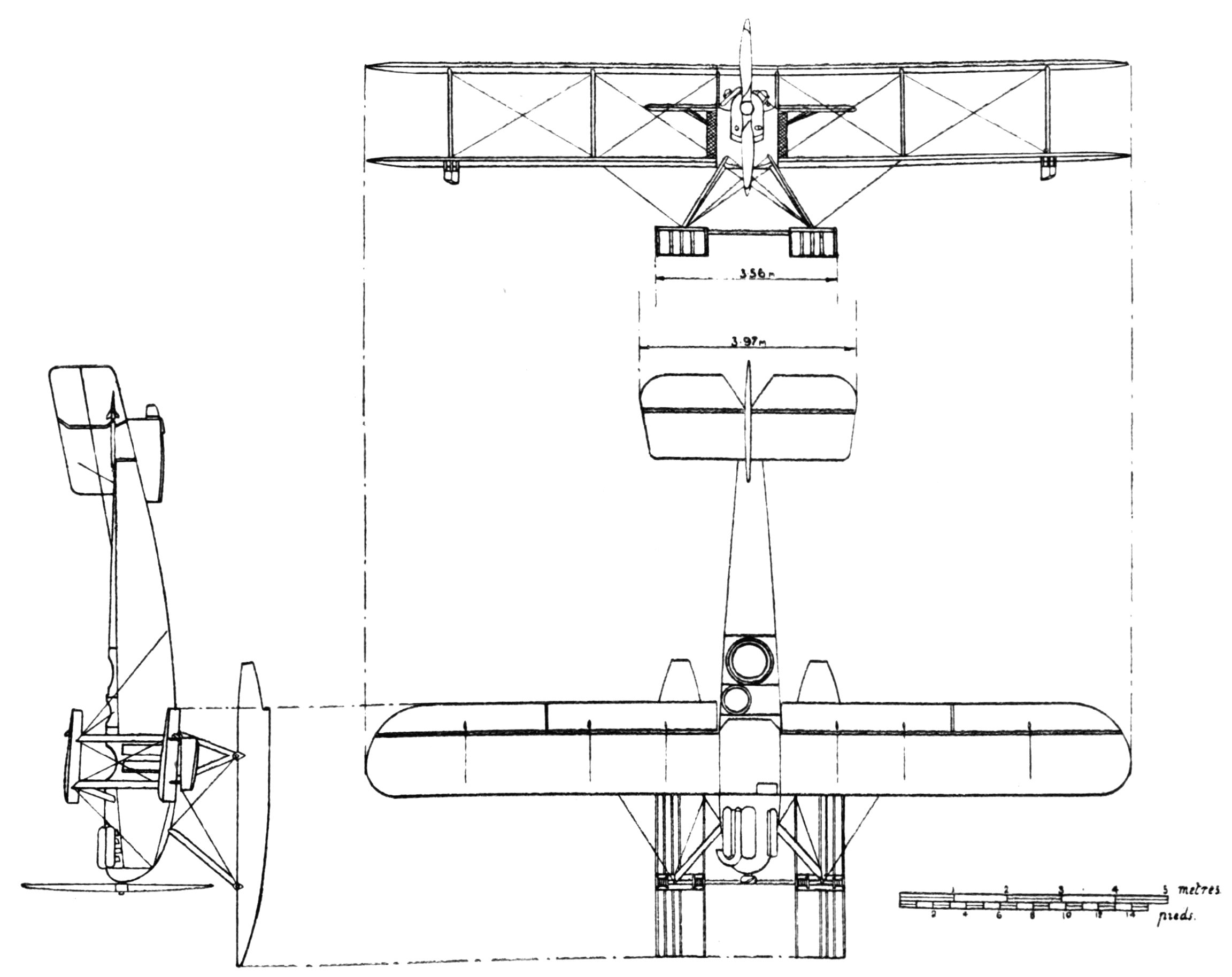
Dreiseitenriss der Fairey IIIC

| Kenngröße             | Fairey IIID als Landflugzeug                                                                                         |
| --------------------- | --- |
| Besatzung             | 2 |
| Länge                 | 9,57 m |
| Spannweite            | 14,05 m (Tragfl. beigeklappt: 3,96 m)                                                                                |
| Höhe                  | 3,66 m |
| Flügelfläche          | 46,5 m² |
| Leermasse             | 1556 kg |
| max. Startmasse       | 2291 kg |
| Höchstgeschwindigkeit | 193 km/h |
| Dienstgipfelhöhe      | 6096 m |
| Reichweite            | 885 km |
| Triebwerke            | 1 × Napier Lion IIB, 450 PS (331 kW)                                                                                 |
| Bewaffnung            | 1 × 303-Vickers-Maschinengewehr, 1 × 303-Lewis-Maschinengewehr, Bomben konnten unter den Tragflächen getragen werden |